# Cesare Cantù
Cesare Ambrogio Cantù (Brivio, 5 de diciembre de 1804-Milán, 11 de marzo de 1895) fue un historiador y escritor italiano. Diputado en el Parlamento italiano de 1860 a 1867, fue el fundador del Archivo Histórico Lombardo y presidente honorario de la Società Italiana degli Autori ed Editori (SIAE). Literato vinculado al romanticismo y al catolicismo, Cantù fue autor de numerosas novelas (entre las que sobresale Margherita Pusterla), de ensayos históricos (como Storia Universale y Grande illustrazione del Lombardo Veneto), así como de crítica e historiografía literaria (Ragionamenti per servire di commento ai Promessi Sposi, o la Storia della letteratura italiana). Desde 1873 hasta su muerte fue director del Archivo de Estado de Milán, que organizó y cuya sede instaló en el antiguo Colegio Suizo o Palazzo del Senato. Fue nombrado académico honorario de la Real Academia Española en 1880, apareciendo como académico correspondiente extranjero en la duodécima edición de 1884 del Diccionario de la lengua castellana.

## Biografía

### Primeros años y formación

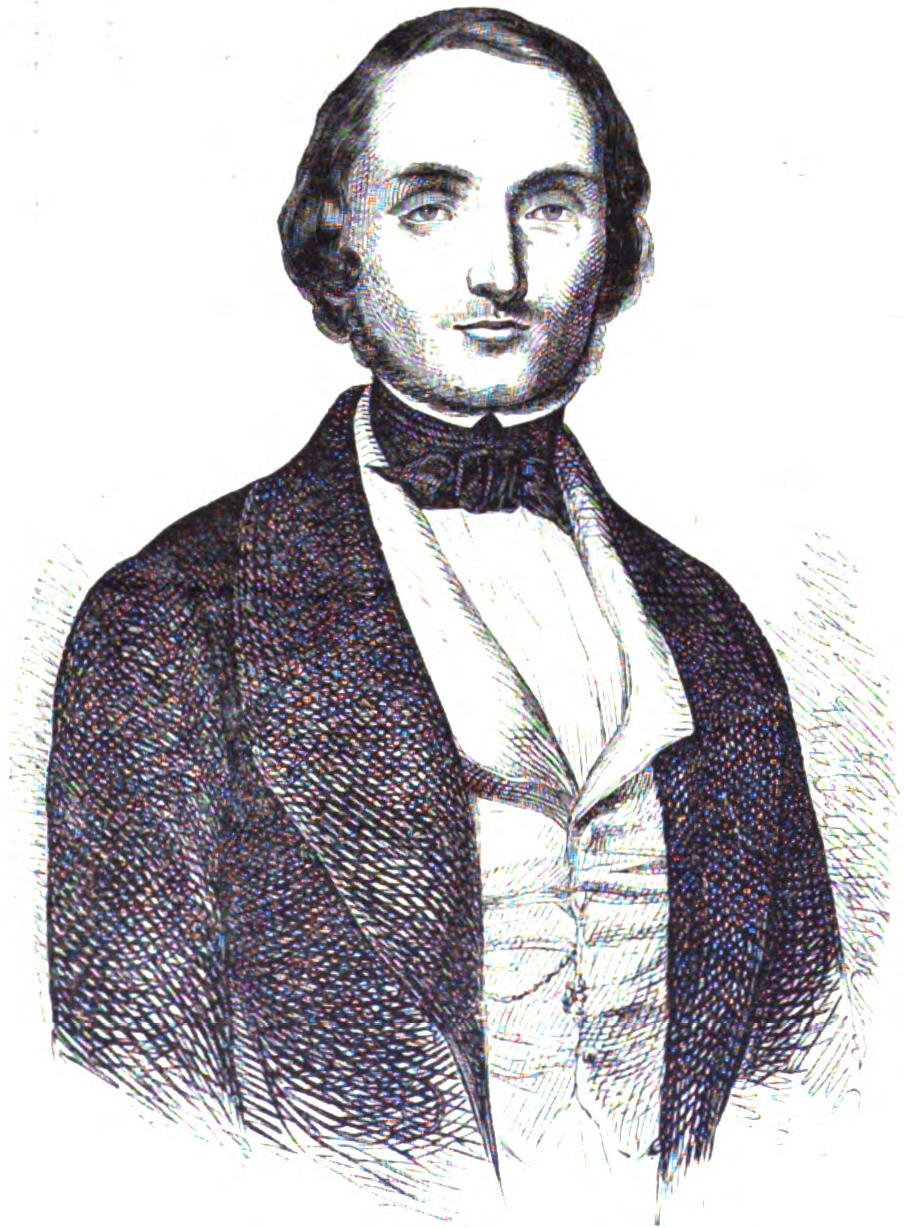
Grabado de Cantù en su madurez, anónimo, publicado en la Illustrirte Zeitung, vol. 9 (1847), p. 356

Cesare Cantù nació en Brivio, un pueblo de la Brianza, hijo de Celso Cantù y Rachele Gallavresi. Educado en el gimnasio Sant'Alessandro de Milán, después de haber sido rechazado en el Colegio Ghisleri de Pavía fue docente suplente en Sondrio, ciudad en donde permaneció entre 1821 y 1827 junto a su hermano menor Ignazio, y donde en su tiempo libre pudo formar su cultura leyendo con avidez los clásicos italianos y extranjeros, en particular las Antigüedades itálicas, de Ludovico Antonio Muratori, y la Historia de las Repúblicas italianas, del suizo Simonde de Sismondi.
Se trasladó a enseñar en Como de 1828 a 1832, año en que se convirtió en maestro en el mismo colegio Sant'Alessandro de Milán donde había pasado la adolescencia. Allí había podido entrar en contacto con el ambiente intelectual milanés, en primer lugar con Tommaso Grossi, Alessandro Manzoni y el jurista Gian Domenico Romagnosi. El 15 de noviembre de 1833 fue arrestado como sospechoso de participar en la Joven Italia, organización nacionalista liberal de Giuseppe Mazzini; sería liberado de la cárcel de Porta Nuova el 11 de octubre del año siguiente, empero, excluido de cualquier cargo público y por tanto de la docencia.

### Actividad historiográfica y literaria

#### Los años 30
Cantù ya había publicado en 1828 en Como el poema «Algiso», y había notables dotes como historiador elaborando la Historia de la ciudad y diócesis de Como (Storia della città e diocesi di Como), compuesta entre 1829 y 1831. Llegó a Milán se asentó en la crítica literaria al escribir el ensayo Sobre la historia lombarda del siglo xvii: Razonamientos para servir de comentario a Los novios, editado en 1832 (Sulla storia Lombarda del secolo XVII: Ragionamenti per servire di commento ai Promessi Sposi). En el mismo año vio la imprenta El Sacro Macello de Valtellina. Las guerras religiosas del 1620 entre católicos y protestantes entre Lombardía y Grigioni (Il Sacro Macello di Valtellina. Le guerre religiose del 1620 tra cattolici e protestanti tra Lombardia e Grigioni), publicado en Milán en 1832, y al año siguiente los Cuentos brianzoleses (Racconti brianzoli). Una vez liberado de prisión Cantú se dedicó por entero a la actividad literaria. Entre 1836 y 1837 escribió cuatro libros de fábulas para niños donde comparece el Carlambrogio di Montevecchia, emblema de la sumisión al orden constituido y a la autoridad moral del clero, como se recuerda de manera más específica en El gentilhombre (Il galantuomo). En estas dos obras se ve ya el conservadurismo religioso que dominaría la ideología de Cantù también durante los próximos años.

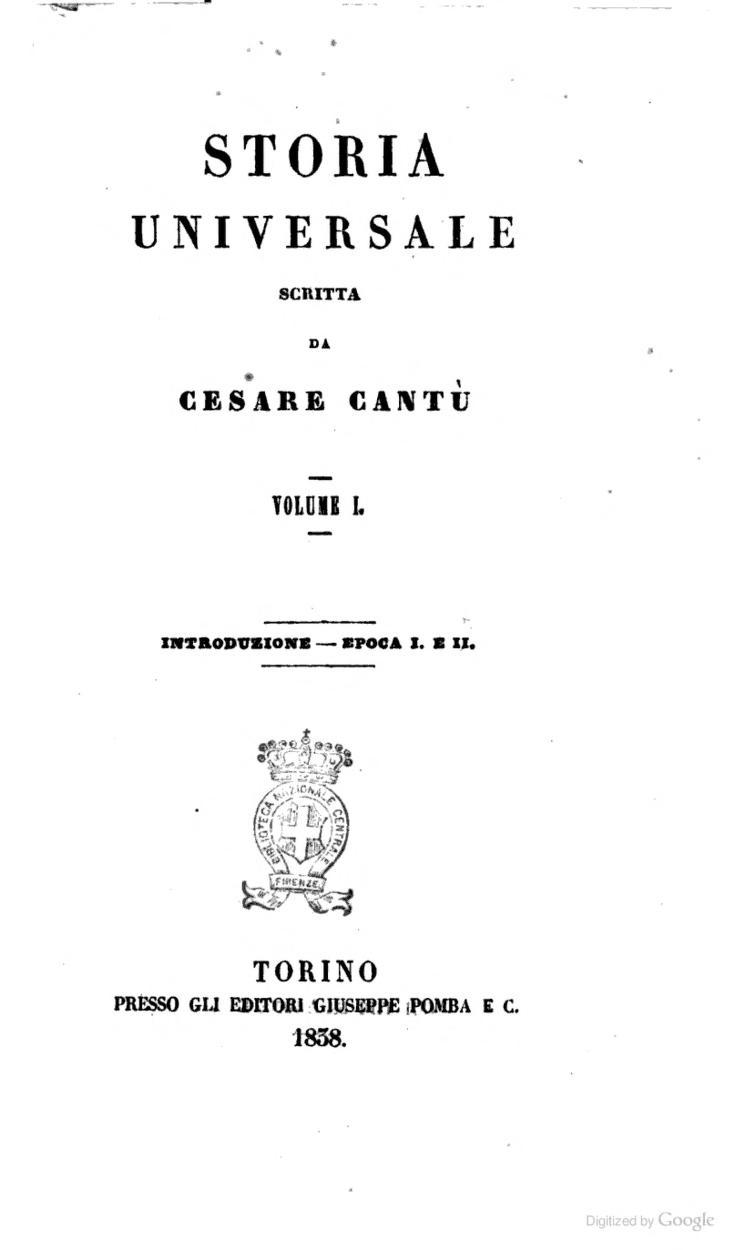
Portada del primer volumen de la Storia Universale (Turín, 1838), dedicado a la Época Primera (del Génesis a la «primera sociedad») y la Época Segunda o de las civilizaciones antiguas (Asia, los judíos, la India, Egipto, Fenicia y Grecia)

#### Margherita Pusterlay laStoria universale
Tras el éxito de Los novios de su amigo Manzoni, Cantù se dedicó a escribir una novela histórica según el modelo de esa y del Marco Visconti de Tommaso Grossi: la Margherita Pusterla. Escrita mientras estaba en prisión, fue publicada solo en 1838 a causa de la censura austriaca. Basándose en el hecho histórico de Margherita Visconti (muerta en 1341), hija de Uberto Visconti y casada con Francesco Pusterla, la obra de Cantù sigue la desgracia familiar —Margherita será encarcelada y asesinada por oponerse a las lisonjas del señor de la ciudad, Luchino— entrelazándola con personajes «de fantasía» (según el proceder de la novela histórica) que hacen de contorno a las vicisitudes de la noble milanesa. No obstante la proximidad temática e ideológica con Los novios —la fidelidad a la religión como instrumento de consolación y salvación contra los males del mundo—, Margherita Pusterla se muestra una novela histórica «sombría» y más pesimista respecto a la de Manzoni, sea por la falta de final feliz, sea por la división maniquea entre buenos y malos.
La década de 1840 fue para Cantù también de afirmación en el ámbito historiográfico. En 1837 el librero turinés Giuseppe Pomba le propuso al literato lombardo la redacción de una Historia universal que debía recoger toda la historia de la humanidad. Habiendo estipulado el contrato en 1838, Cantù redactó una monumental obra en 35 volúmenes entre ese año y 1846, que Marino Berengo definió «la obra histórica ciertamente más leída y consultada por cincuenta años en Italia». Después la Storia Universale sería ampliada entre 1883 y 1890 hasta alcanzar los 52 volúmenes. Sin embargo, también está afectada por la influencia conservadora-clerical y por errores filológicos varios, especialmente en el tratamiento de la Edad Antigua. A pesar de que en su tiempo, debido a los descubrimientos arqueológicos y paleontológicos, se admitía la existencia del hombre primitivo y que los científicos proponían replantear las edades bíblicas, Cantú esquematizó su Historia universal con arreglo a los acontecimientos de las Sagradas Escrituras, sin hablar de las edades prehistórica, de hierro, de bronce o de piedra.[cita requerida]

### El Risorgimento

#### De 1848 a la colaboración con Maximiliano de Habsburgo

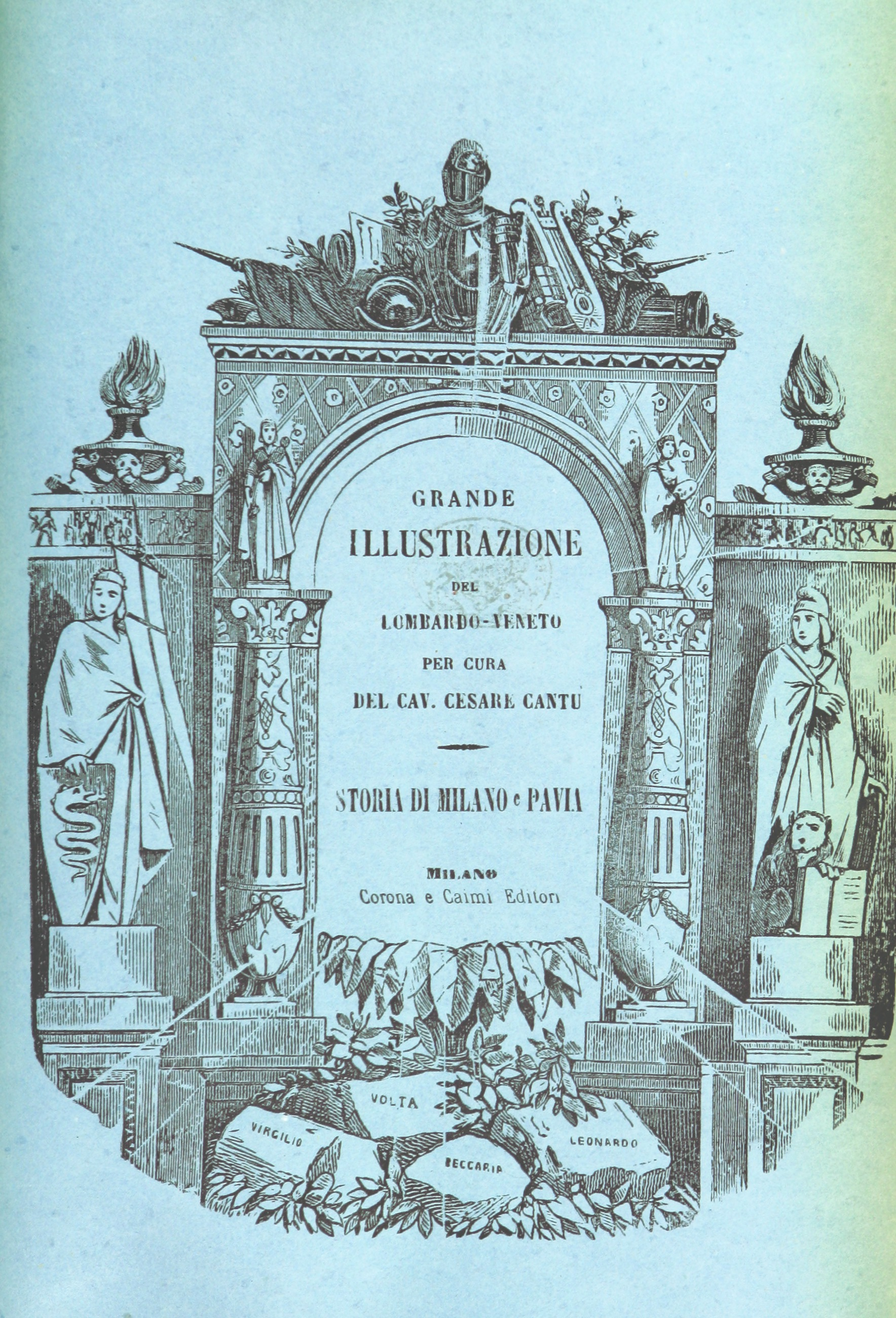
Ejemplar de la segunda edición de la Grande illustrazione del Lombardo-Veneto, Milán, Corona e Caimi, 1858

Su posición conservadora y clerical empujó a Cantù a adherirse a las tesis neogüelfas que propugnaba Vincenzo Gioberti en el Primato morale e civile degli italiani. Según este, ni la tradición católica ni los principios de la Ilustración y la Revolución francesa podían constituir la clave para un proceso de unificación en Italia; para lograrlo era necesario recurrir a una filosofía política nacional específica. Cantù, quien en 1844 y 1845 visitó primero las otras regiones italianas y al año siguiente Londres y París, regresó en 1846 a Lombardía, donde sus posiciones antiaustríacas se exacerbaron en los albores de las revoluciones de 1848-1849.
Sospechoso a ojos de la policía, el 21 de enero de 1846 debió huir de Milán a Turín, para en marzo retornar a Milán durante las Cinco Jornadas y los enfrentamientos con las tropas imperiales, denominados primera guerra de independencia italiana. Tras el regreso de los ejércitos de Radetzky, Cantù debió nuevamente marcharse al extranjero, en Suiza, de donde regresaría otra vez a Milán después de la amnistía a los exiliados políticos —hecho que luego no le perdonarían muchos patriotas—. Durante la década de 1850, de hecho, Cantù colaboró con el gobierno austriaco y llegó a soñar un Lombardo-Véneto independiente con Maximiliano de Habsburgo como rey, frente a un Piemonte que, guiado por el conde de Cavour, estaba aplicando una política antieclesiástica que el católico Cantù no podía aceptar.
En estos últimos años del dominio austriaco en el Lombardo-Véneto, Cantù retomó la actividad histórica y literaria con ensayos como  L'Abate Parini e la Lombardia nel secolo passato (1854) y Ezelino da Romano; la Grande Illustrazione del Lombardo-Veneto (1857), una detalladísima enciclopedia histórico-toponomástica de las principales localidades del reino; la Storia di cento anni (1851) o la Storia degli Italiani (1854). Estas dos últimas fueron publicadas respectivamente en Florencia y en Turín, en cuanto que potencialmente peligrosas por el tono y la ideología nacionalistas que expresaban.

### La unidad

#### Actividad política
Una vez que Milán y la Lombardía fueron conquistados por las tropas franco-sardas de Víctor Manuel II y de Napoleón III, Cesare Cantù asistió al nacimiento del Estado unitario italiano. Dejando a un lado los prejuicios contra la monarquía de los Saboya, en marzo de 1860 fue elegido en el entonces todavía Reino de Cerdeña, en el colegio de Almenno San Salvatore (Bérgamo), para la VII legislatura. En 1861 fue derrotado en Caprino Bergamasco, pero entró en el Parlamento (VIII legislatura) el 28 de enero de 1863, después de la dimisión de su adversario. Sin embargo, debido a algunos procedimientos irregulares, fue privado del escaño parlamentario a finales de ese año. Regresó al Parlamento en 1865, siempre en el colegio de Caprino Bergamasco, y permaneció hasta el 13 de febrero de 1867, cuando terminó la IX legislatura.
En estos casi siete años de presencia parlamentaria Cantù fue «solitario orador del partido católico», pues junto a Vito D'Ondes Reggio representó la facción católica y conservadora en un Parlamento dominado por los liberales y los masones. Los discursos de Cantù eran «enfáticos y apocalípticos»; como escribe el biógrafo Pietro Manfredi, casi todos se concentraban en defender la religión católica y sus instituciones, pero también a los campesinos meridionales y contra la Lei Pica, que abría la represión del bandolerismo (brigantaggio):

I suoi discorsi principali han per oggetto la libertà di insegnamento (1860) (65), la legge sulle Opere pie e l'Ospedale di Milano (21 aprile 1864), l'obolo di S. Pietro (18 maggio 1864), la leva dei chierici (6 luglio 1864), il giuramento degli impiegati (17 gennaio 1865 e 6 febbraio 1866), il matrimonio civile (9 febbraio 1865), il diritto di petizione (23 febbraio 1865), l'unificazione dei codici (7-15 marzo 1865), la soppressione delle corporazioni religiose (19 aprile 1865), la libertà dei seminarii (27 aprile 1866), e il regime delle carceri (19 gennaio 1867).
Sus principales discursos tienen por objeto la libertad de enseñanza (1860), la ley sobre Obras pías y el Hospital de Milán (21 de abril de 1864), el óbolo de San Pedro (18 de mayo de 1864), la leva de los clérigos (6 de julio de 1864), el juramento de los empleados (17 de enero de 1865 y 6 de febrero de 1866), el matrimonio civil (9 de febrero de 1865), el derecho de petición (23 de febrero de 1865), la unificación de los códigos (7-15 de marzo de 1865), la supresión de las corporaciones religiosas (19 de abril de 1865), la libertad de los seminarios (27 de abril de 1866) y el régimen de prisiones (19 de enero de 1867).
Manfredi, 1905, pp. 84-85

#### Producción literaria

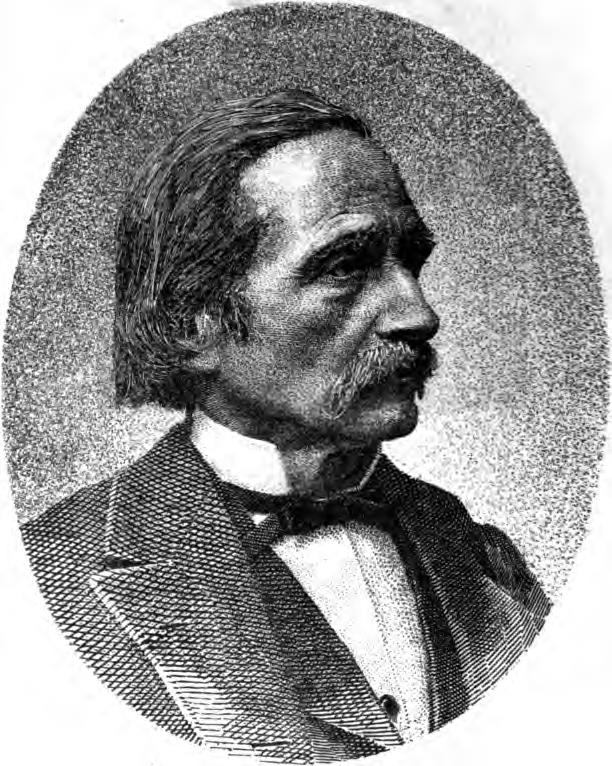
Cesare Cantù a los setenta años, grabado de 1874 reproducido en Manfredi (1905)

En paralelo a su implicación política y parlamentaria Cantù continuó con su actividad de estudioso e historiador. Por aquel entonces escribió Los herejes de Italia (Gli eretici d'Italia, 1865-1866), obra con un claro tono político al subrayar en ella el factor positivo que la Iglesia católica había supuesto en los enfrentamientos de Italia, precisamente en los años en que el Parlamento discutía la cuestión de Roma como capital y el poder temporal del papa. Escribió además unas Storie minori (Lombardia, Valtellina, Brianza), publicadas en 1864, y una serie de obras de carácter erudito como los Edifizii di Milano, la Storia della letteratura italiana (1865), Il Conciliatore e i carbonari (1878) o la sobredicha Storia universale, configurada en el periodo 1838-1846 y que entonces amplió. De la misma época data un Romanzo autobiografico, si bien no sería publicado hasta 1969 en edición de Adriano Bozzoli (Milán-Nápoles, Ricciardi, 1969). Por último, redactó obras morales destinadas a la educación del católico no instruido: Buon senso e buongoverno (Milán, 1870), Portafoglio d’un operaio (Milán, 1871) y Attenzione! Riflessi di un popolano (Milán, 1871).
La última gran obra de Cantù, escrita cuando era director del Archivo de Estado de Milán, fue Della indipendenza d'Italia. Cronistoria (Turín, 1872-1877), donde el ya anciano escritor no duda en atacar figuras clave del Risorgimento (como Napoleón III y Cavour) ni en mostrar compasión por los «vencidos» del nuevo Estado unitario: el filósofo y revolucionario Carlo Cattaneo e incluso el emperador Francisco José I de Austria. En la obra, además, Cantù permanece fiel a sus propósitos antiliberales y ataca las posiciones ideológicas sobre que se estaba construyendo el Reino de Italia.

### Director del Archivo de Estado de Milán

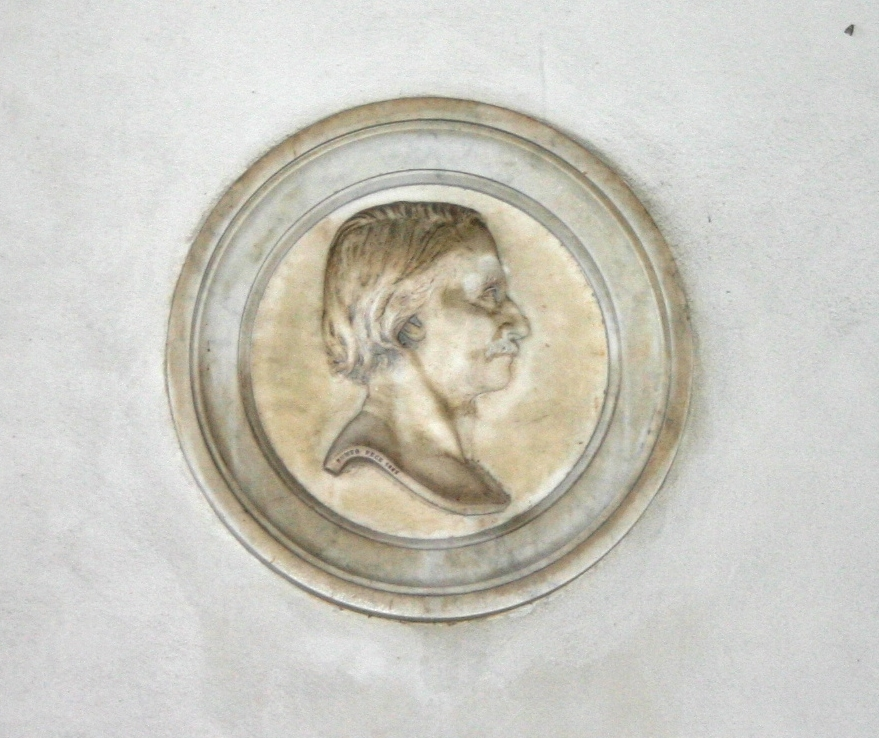
Medallón dedicado a Cesare Cantù, datado el 18 de marzo de 1883, en la escalera monumental del denominado Palazzo del Senado en Milán. El retrato está firmado «[Pietro] Fumeo fece 1883»

Después de la muerte de Luigi Osio en 1873, el Gobierno de Quintino Sella y Giovanni Lanza nombró a Cantù «director internio en los Archivos de Estado en Milán» el 24 de abril de 1874, para luego convertirse en «director» del Archivo de Estado de Milán en diciembre de 1875. Bajo la dirección de Osio, el Archivo había experimentado un proceso de concentración de los diversos centros de archivos dispersos por Milán en lo que había sido el Colegio Suizo/Palazzo del Senato; pero el viejo director no pudo ver la obra completada. El mandato por veinte años de Cantù (1873-1895) está considerado uno de los periodos más prósperos e importantes en la vida del instituto milanés, como afirma Nicola Raponi:

Sta di fatto che il Cantù portò all'archivio di stato il fervore delle sue ricerche e delle sue iniziative e l'istituto milanese beneficiò ampiamente del prestigio e della fama del suo diretto; il ventennio della sua direzione fu tra i più significativi della storia dell'istituto milanese.
El hecho es que Cantù llevó al archivo de estado el fervor de sus investigaciones y de sus iniciativas y el instituto milanés se benefició ampliamente del prestigio y de la fama de su gestión; los veinte años de su dirección estuvieron entre los más significativos de la historia del instituto milanés.
Raponi, 1971, p. 314

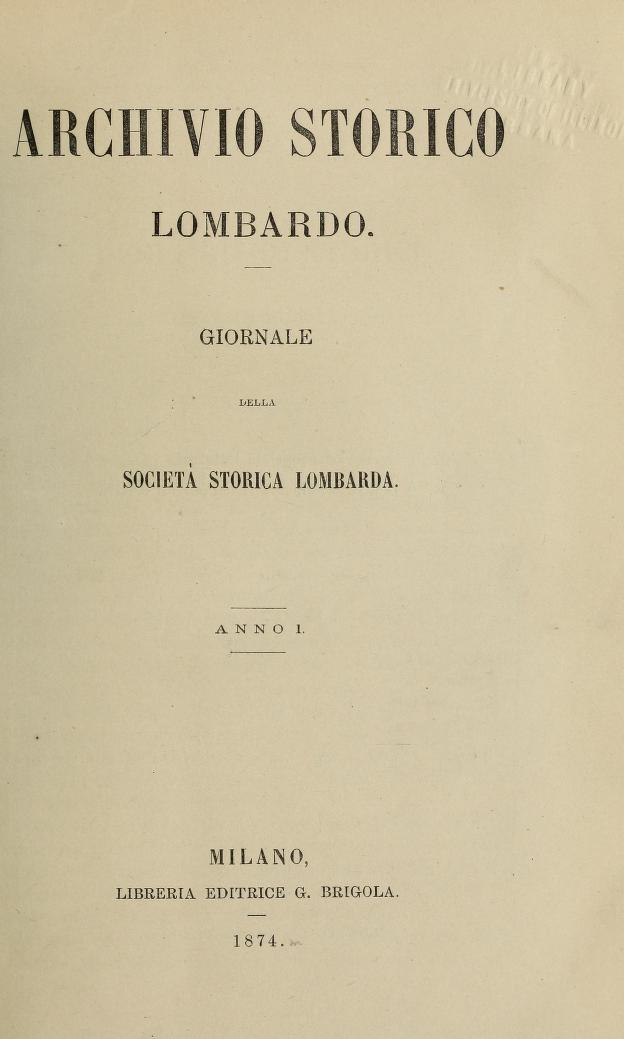
Portada del primer número (año I, 1874) del Archivio Storico Lombardo, revista de la Società Storica Lombarda

Cantù inició la publicación a partir de 1874 de la revista Archivio Storico Lombardo, que, editada por la Sociedad Histórica Lombarda, debía ser «también la publicación del Archivo de Estado». Fue él, además, quien dio una reorganización definitiva al Archivo: trasladó todos los fondos dispersos por Milán al Palazzo del Senado a partir de 1886, en parte por la influencia que el célebre historiador había logrado en la sociedad milanesa. Pese a la vitalidad cultural que adquirió el Archivo gracias a su preparación y cultura, Cantù no tuvo la fuerza necesaria para cambiar el sistema archivístico imperante en Milán, denominado «peroniano» por el archivista Luca Peroni, que había dirigido los archivos gobernativos de Lombardía entre 1818 y 1832. Cantù se limitó a bloquear la escisión de los fondos según este sistema, pero no remedió las operaciones que habían realizado con tanto vigor Peroni y sus sucesores. Sin ser archivero de profesión, Cantù trabajó en los fondos del Archivo milanés con ojo de historiador y llegó a dañar los fondos al descartar de manera arbitraria los documentos anteriores a 1650, acción que suscitó un vivo debate en el Consejo para los Archivos en 1876, y que llamó la atención del Ministerio del Interior, que ordenó una investigación el 10 de marzo de 1878.

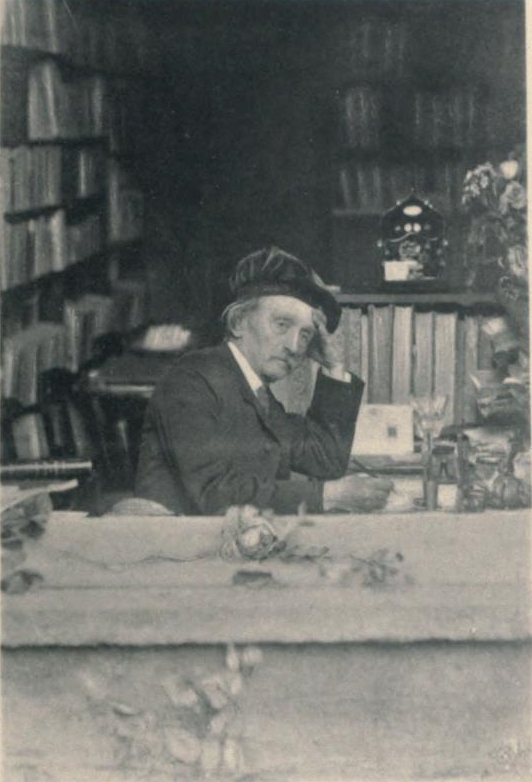
Retrato fotográfico de Cantù en su estudio, tomada hacia 1895 y publicada en Famiglia Cantù (1896)

No obstante, el apego de Cantù por el Archivo de Estado de Milán fue absoluto, pues lo gestionó hasta su vejez y pese a su mal estado de salud: afectado en sus últimos años de gota, para cumplir con su deber de director «se hizo subir por las escaleras» hasta su despacho.

### Muerte y exequias
Cantù se mantuvo lúcido y activo con una edad muy avanzada, hasta que, al igual que le había sucedido a su amigo Manzoni veinte años antes, en marzo de 1894 se rompió un fémur al salir de la misa diaria en la iglesia de Santa María Podone, en la plaza Borromeo. Desde aquel momento inició su declive físico y murió a los noventa y un años en su habitación de vía Morigi, n.º 5, en Milán (donde hoy está una lápida conmemorativa), a las 6:25 de la mañana del 11 de marzo de 1895.
 

La desaparición del historiador suscitó gran conmoción en toda Italia y la familia recibió mensajes de condolencia de las más altas autoridades civiles y religiosas, entre ellas del papa León XIII y del cardenal secretario de Estado Mariano Rampolla del Tindaro, del rey Humberto I y de la reina Margarita, del príncipe de Nápoles y futuro rey Víctor Manuel y del presidente del Senado Domenico Farini.

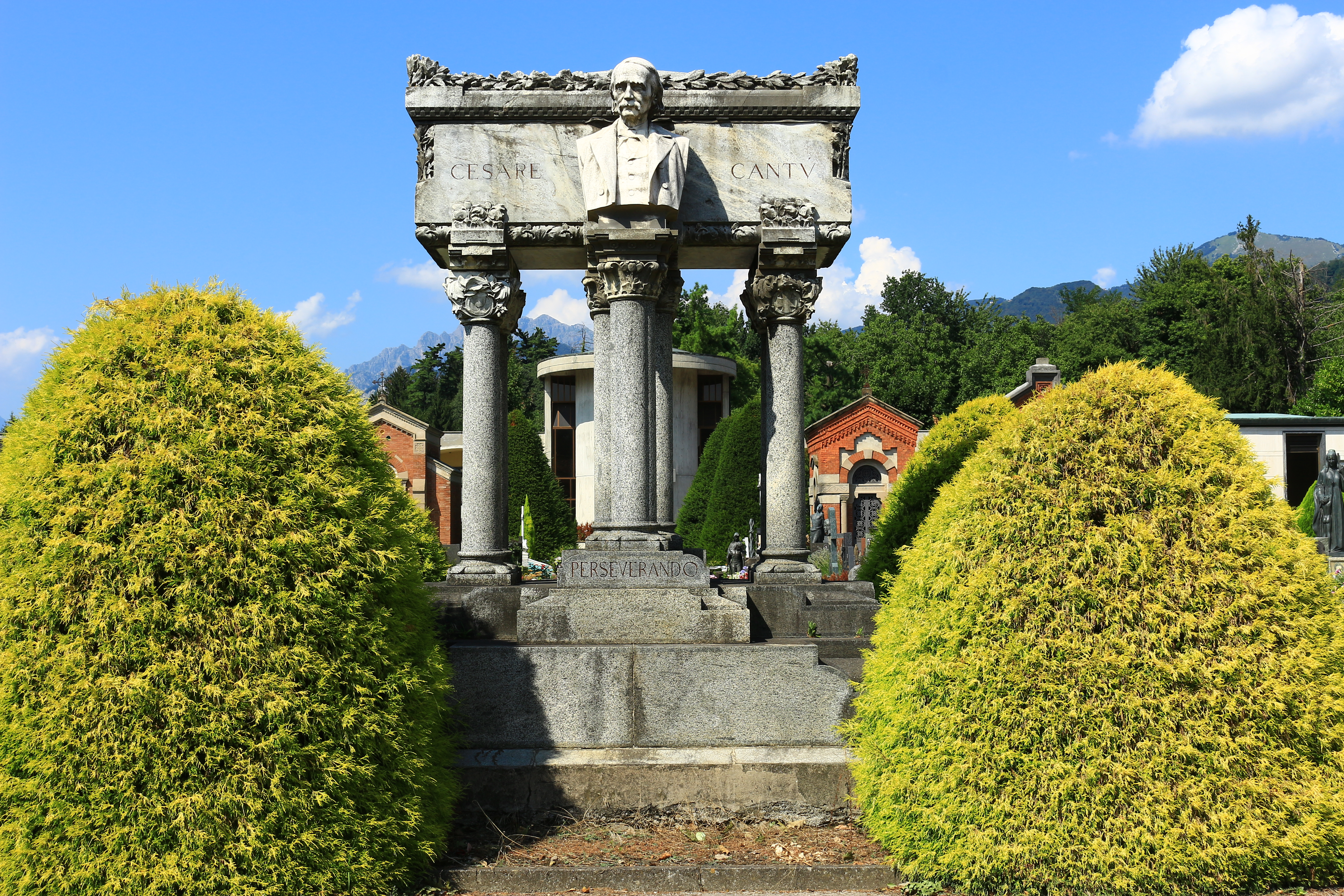
Tumba de Cesare Cantù en el cementerio de su ciudad natal, Brivio

El funeral se celebró el 14 de marzo por la tarde y contó con gran participación de los milaneses, que se agolparon a lo largo de todo el camino desde la habitación de Cantù y la iglesia de Sant'Alessandro in Zebedia, donde tuvo lugar la ceremonia fúnebre, y finalmente en el camino al cementerio monumental, en cuyo famedio fue sepultado el historiador. El 11 de noviembre de 1905 los restos fueron trasladados del cementerio monumental al cementerio de Brivio, pueblo natal de Cantù, donde ahora reposan.

## Descendencia
Cesare Cantù tuvo dos hijas ilegítimas con su amante Antonietta Beccaria Curioni de' Civati (1805-1866), mujer de Giulio Beccaria (1784-1858) —hijo este del jurista y filósofo Cesare Beccaria y tío de Alessandro Manzoni—: Rachele y Antonietta.

### Diccionarios y enciclopedias
- Marino Berengo (1975). «Cesare Cantù».  En Istituto dell'Enciclopedia Italiana, ed. Dizionario biografico degli italiani (en italiano) 18. Roma.
- Real Academia Española (1884). Diccionario de la lengua castellana (12.ª edición). Madrid: Gregorio Hernando. Consultado el 21 de julio de 2022.
- Mazzoni, Guido (1930). «CANTÙ, Cesare». Enciclopedia Italiana 8. Roma: Istituto dell'Enciclopedia Italiana.
- Guida di Milano per l'anno 1874. Milán: Giuseppe Bernardoni. 1874. ISBN IT\ICCU\RAV\0254593 |isbn= incorrecto (ayuda). Consultado el 13 de julio de 2018.

### Monografías y artículos
- Boneschi, Marta (2005). Quel che il cuore sapeva: Giulia Beccaria, i Verri e i Manzoni. Milán: Mondadori. ISBN 88-04-54779-0.
- Cagliari Poli, Gabriella, ed. (1992). L'archivio di Stato di Milano. Florencia: Nardini. ISBN 88-404-1301-4.
- Canova, Gianni, ed. (2003). Letteratura, Volume 1 A-O 4. Milán: Le Garzantine.
- Cassetti, Maurizio, ed. (2008). Repertorio del personale degli Archivi di Stato (PDF). 1 (1861-1918). Roma: Ministero dei Beni e Attività Culturali. ISBN 978-88-7125-294-0. Consultado el 5-07-2018.
- Cremante, Renzo, ed. (2005). Emilio De Marchi un secolo dopo. Atti del convegno di studi: Università di Pavia, 5-6 dicembre 2001. Roma: Edizioni di storia e letteratura. ISBN 88-8498-209-X.
- Famiglia Cantù, ed. (1896). In morte di Cesare Cantù. Milán: Bernardoni. Consultado el 28 de junio de 2018.
- Ferroni, Giulio; Cortellessa, Andrea; Pantani, Italo et al., eds. (2006). Il Romanticismo e Manzoni: Restaurazione e Risorgimento (1815-1861) 10. Milán: Mondadori.
- Manfredi, Pietro (1905). Cesare Cantù: la biografia ed alcuni scritti inediti o meno noti. Turín: Unione Tipografico-Editrice. Consultado el 28 de junio de 2018.
- Raponi, Nicola (mayo-agosto 1971). «Per la storia dell'archivio di stato di Milano. Erudizione e cultura nell'Annuario del Fumi (1909-1919)». Rassegna degli Archivi di Stato (Roma: Istituto Poligrafico dello Stato) 31 (2): 313-334. ISSN 0037-2781.
- Santoro, Carmela (2011). «"Una casa di vetro per il mondo degli studiosi". Il Regio Archivio di Stato in Milano nell'Annuario di Luigi Fumi». Annuario dell'Archivio di Stato di Milano (Milán: Archivio di Stato di Milano): 3-53.